# Sanjay et sa super équipe
 (juillet 2025).
Pour plus de détails, voir Fiche technique et Distribution.
Sanjay et sa super équipe est un court-métrage d'animation américain des studios Pixar réalisé par Sanjay Patel, sorti en 2015 et présenté en première partie du film Le Voyage d'Arlo.

## Synopsis
Le film raconte comment Sanjay, un petit garçon passionné par les films de super-héros, ennuyé par les méditations et la religion de son père, imagine comment les divinités de l'hindouisme pourrait rejoindre son équipe imaginaire de super-héros.

## Fiche technique
- Titre original : Sanjay's Super Team

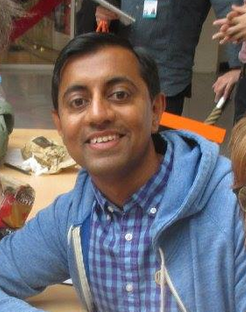
Sanjay Patel lors de la présentation du film au festival international du film d'animation d'Annecy.

- Titre français : Sanjay et sa super équipe
- Réalisation : Sanjay Patel
- Scénario : Sanjay Patel
- Producteur : John Lasseter et Nicole Paradis Grindle
- Production : Pixar Animation Studios et Walt Disney Pictures
- Musique : Mychael Danna
- Pays d'origine :  États-Unis
- Durée : 7 minutes
- Dates de sortie :
  -  France : 
    - 16 juin 2015 (Festival international du film d'animation d'Annecy 2015)
    - 25 novembre 2015

  -  États-Unis : 25 novembre 2015

## Autour du film
Le 28 octobre 2015, Sanjay et sa super équipe est présenté au festival Mumbai Academy of Moving Images avant sa sortie en salle le 4 décembre en Inde.